# Helina almeriensis
Helina almeriensis este o specie de muște din genul Helina, familia Muscidae. A fost descrisă pentru prima dată de Gabriel Strobl în anul 1906. Conform Catalogue of Life specia Helina almeriensis nu are subspecii cunoscute.